# Milan Stević
Milan Stević (kyrillisch Mилан Cтeвић; * 4. Juni 1986 in Novi Sad, SFR Jugoslawien) ist ein serbischer Kickboxer und K-1-Kämpfer. 
Stević begann 1996 im Alter von 10 Jahren mit dem Kickboxtraining. Seinen bedeutendsten Kampf hatte er am 23. November 2001 in Deutschland. Stević unterlag in diesem Kampf Yoshihiro Satō durch K. o. Damit war sein höchster Erfolg bezeichnet, er wurde somit Muay Thai Vize-Weltergewichtsweltmeister des Verbandes WKA. 2005 wechselte er zum K-1. Er lebt in Deutschland.